# 登別市

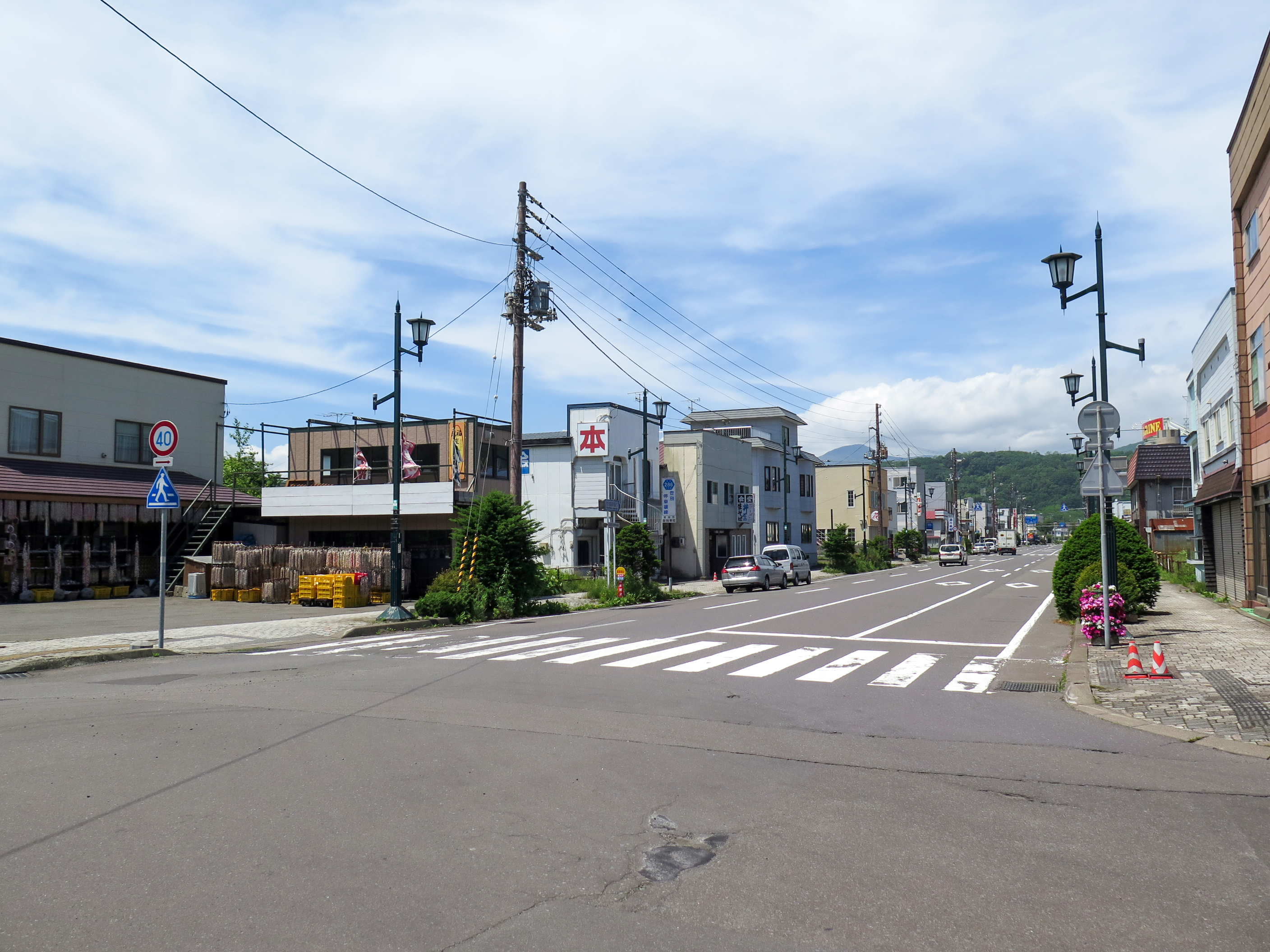
登別東町（2014年）

登別市（日语：／ Noboribetsu shi */?）為日本北海道膽振綜合振興局的城市，屬於室蘭市的衛星城市。轄區西南部的工業區屬於室蘭市週邊的工業區。當地人口主要集中在沿海地區，分別位於登別川、幌別川和鷲別川的河口，其中鷲別地區與室蘭市區相連。市內的濕地被日本環境省選為日本500處重要濕地之一，位於支笏洞爺國立公園內的登別溫泉則為著名的溫泉。當地以旅遊業、漁業和乳牛養殖業為主。
名稱源自阿伊努語的「nupur-pet」（深色的河）或「nupki-pet」（混濁的河）。

## 地理
登別市東南海岸區域為平原，內陸為台地、山地和丘陵；海岸線大部分是沙岸，東北端和西南端則分別為蘭法華岬和鷲別岬。

## 人口
| 登別市人口分布圖 |                                               |  |
| 登別市與日本全國年齡別人口分布比較圖 （2005年資料） | 登別市的年齡、男女別人口分布圖 （2005年資料） |  |
| ■紫色是登別市 ■綠色是全国 | ■藍色是男性 ■紅色是女性                       |  |
| 登別市人口變化 \| 1970年 \| 46,526人 \| \| \| 1975年 \| 50,885人 \| \| \| 1980年 \| 56,503人 \| \| \| 1985年 \| 58,370人 \| \| \| 1990年 \| 55,571人 \| \| \| 1995年 \| 56,892人 \| \| \| 2000年 \| 54,761人 \| \| \| 2005年 \| 53,135人 \| \| \| 2010年 \| 51,540人 \| \| \| 2015年 \| 49,625人 \| \| \| 2020年 \| 46,391人 \| \| |                                               |  |
| 資料來源：日本總務省統計中心提供之人口普查數據 |                                               |  |
| 1970年 | 46,526人                                      |  |
| 1975年 | 50,885人                                      |  |
| 1980年 | 56,503人                                      |  |
| 1985年 | 58,370人                                      |  |
| 1990年 | 55,571人                                      |  |
| 1995年 | 56,892人                                      |  |
| 2000年 | 54,761人                                      |  |
| 2005年 | 53,135人                                      |  |
| 2010年 | 51,540人                                      |  |
| 2015年 | 49,625人                                      |  |
| 2020年 | 46,391人                                      |  |

## 歷史
- 1869年：太政官指示由仙台藩白石城主片倉小十郎管理幌別郡。[7]
- 1873年：幌別郡設置登別村、幌別村、鷲別村三村。
- 1874年：幌別郡設置各村戶長役場。
- 1901年：鷲別村的部份區域分村成立室蘭郡輪西村（現在的室蘭市）。
- 1919年4月1日：幌別村、登別村、鷲別村合併成立為二級村幌別村。
- 1951年4月1日：改制為幌別町。
- 1961年4月1日：改名登別町。
- 1970年8月1日：改制為登別市。

## 行政
- 市長：上野晃 1988年8月28日上任，為北海道各城市現任市長中在職最久者，也是現任北海道市長會會長。[8]

## 交通

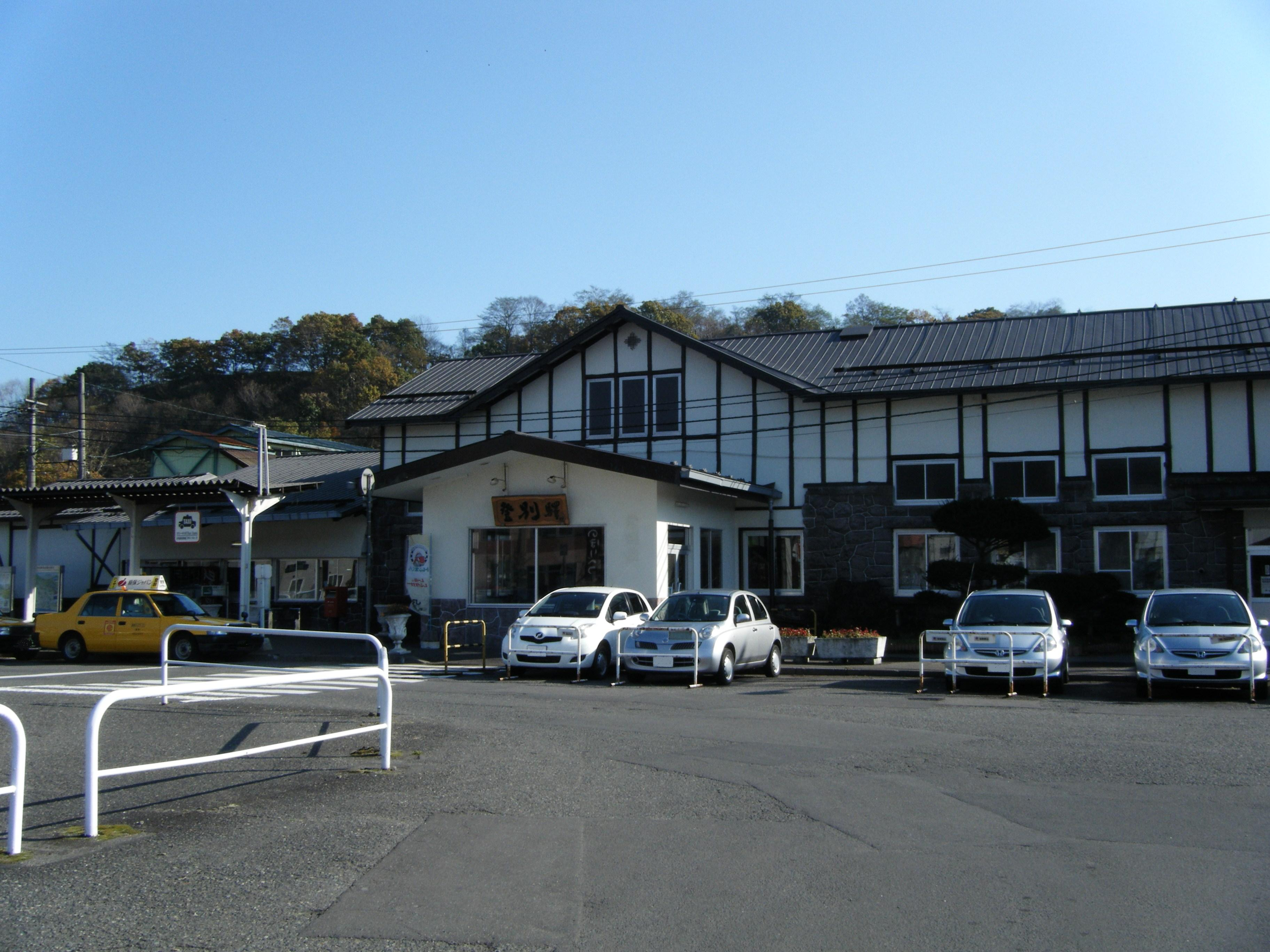
登別車站

### 鐵路
- 北海道旅客鐵道
  - 室蘭本線：鷲別車站 - 幌別車站 - 富浦車站 - 登別車站
- 登別溫泉軌道（1915年-1933年、為路面電車）

### 道路
| 高速道路 - 道央自動車道：登別室蘭交流道 - 富浦休息區 - 登別東交流道 一般國道 - 國道36號 | 道道 - 北海道道2號洞爺湖登別線（登別溫泉通） - 北海道道144號登別室蘭內部線 - 北海道道286號登別停車場線 - 北海道道327號弁景幌別線（らい派らいば通り） - 北海道道350號倶多樂湖公園線 - 北海道道387號幌別停車場線 - 北海道道701號登別港線（海岸通） - 北海道道782號上登別室蘭線（富士通） |

### 巴士
- 道南巴士
- 北海道中央巴士

## 文化及旅遊
| - 登別市民會館 - 登別市立圖書館 - 登別市鄉土資料館 - 登別市營陸上競技場 - 登別市綜合體育館 - 登別溫泉 - 地獄谷 - 新登別溫泉（位於登別溫泉西方約1公里） - 川又溫泉（無人露天溫泉） - 登別棕熊牧場 - 登別尼克斯海洋公園 - 登別伊達時代村 - 登別原始林 （日本國家天然記念物） - 花之隧道（道道2號洞爺湖登別線沿路之櫻並木） | - 漬物祭（1月） - 登別溫泉湯祭（2月） - 鯉魚旗馬拉松（5月5日） - 豐水祭（7月） - 登別地獄祭（8月） - 刈田神社祭典（9月） - 登別漁港祭（9月） |

## 教育

### 高等學校
| - 道立高等学校 - 北海道登別青嶺高等學校 （页面存档备份，存于） - 北海道登別高等學校（已於2007年3月廢校） | - 私立高等學校 - 登別大谷高等學校 |

### 中高一貫
- 北海道登別明日中等教育學校 （页面存档备份，存于）（2007年4月開始招生）

### 專門學校
- 日本工學院北海道專門學校

### 中學校
| - 登別市立幌別中學校 （页面存档备份，存于） - 登別市立西陵中學校 （页面存档备份，存于） - 登別市立鷲別中學校 | - 登別市立登別中學校 （页面存档备份，存于） - 登別市立綠陽中學校 （页面存档备份，存于） |

### 小學校
| - 登別市立幌別小學校 （页面存档备份，存于） - 登別市立幌別西小學校 （页面存档备份，存于） - 登別市立幌別東小學校 （页面存档备份，存于） - 登別市立青葉小學校 （页面存档备份，存于） - 登別市立鷲別小學校 （页面存档备份，存于） | - 登別市立若草小學校 （页面存档备份，存于） - 登別市立登別小學校 （页面存档备份，存于） - 登別市立登別溫泉小學校 - 登別市立富岸小學校 （页面存档备份，存于） |

## 姊妹市・友好都市

### 日本
- 白石市（宮城縣）

### 海外
- 廣州市（中華人民共和國 廣東省）：締結於2002年5月19日。

## 本地出身的名人
- Non：歌手
- 相原コージ：漫畫家
- 吉田兄弟
- 知里幸恵
- 知里真志保：語言學者
- 長嶋有：芥川賞作家
- 生田斗真

## 外部連結
- （中文）登別市觀光資訊網站 （页面存档备份，存于）
- （日語）登別溫泉觀光網站 （页面存档备份，存于）
- （日語）登別溫泉觀光協會 （页面存档备份，存于）
- （日語）カルルス旅館公會